# 棘菊石
棘菊石（學名：Echioceras），又名棘角石，是生存於早侏羅紀的一屬菊石，生活在大陸棚海域中，牠們可能為腐食性或捕捉移動緩慢的獵物為食。其化石分布於加拿大和英國等地。

## 特徵
棘菊石的殼反旋程度很大，並有許多殼階和淺淺的核心。側面有短而直的肋條，但沒有延伸到低矮龍骨的腹稜上。殼的反旋結構顯示其不適合快速游動。

## 物種[2]
- Echioceras delicatum Buckman, 1914
- Echioceras intermedium Trueman and Williams, 1925
- Echioceras raricostatum Zieten, 1831

## 外部連結
- Echioceras in the Paleobiology Database